# SPML
SPML (англ. Service Provisioning Markup Language — язык разметки сервиса обеспечения) —  язык обмена идентификационными данными о пользователях, ресурсах и информационных сервисах между взаимодействующими организациями, основанный на языке XML,  разработанный OASIS в качестве открытого стандарта.
Цель SPML — позволить различным организациям быстро и безопасно произвести обмен идентификационными данными о пользователях, ресурсах и сервисах при выполнении автоматизированных запросов на доступ к информационным ресурсам. Корпоративные порталы, серверы приложений, web-сервисы на основе определенных правил и соглашений могут инициировать запрос на доступ к ресурсам для пользователей взаимодействующих организаций, в результате чего достигается автоматизация управления учетными записями в кросс-доменной среде.